# СУ-1 (САУ)
СУ-1, Самохідна установка 1-а модель - радянська досвідчена самохідно-артилерійська установка ( САУ ), розроблена на початку 1930-х років на шасі основного танка Т-26 (ліцензійної копії двобаштового кулеметного танка Vickers Mk E )     .

## Опис
САУ СУ-1 розроблялася у конструкторському бюро заводу « Більшовик ». Прототип було виготовлено до жовтня 1931 року. Башта танка та підбаштована надбудова танка Т-26 була замінена прямокутною броньовою рубкою, в якій розміщувалося основне озброєння САУ - 76-мм полкова гармата зразка 1927 року . Кулемети на бойову машину не встановлювалися.
Ходова частина складалася з восьми нижніх опорних котків, зблокованих у візки по дві ковзанки, чотирьох верхніх підтримуючих котків, що направляє та веде колеса з кожного борту.
Як з'ясувалося пізніше, якість виготовленої бронерубки була незадовільною. Вона виготовлялася із заліза, матеріалу, менш міцного, ніж сталь. Діаметр 76-мм зброї не відповідав діаметру отвору, прорізаного для нього. Так, між гарматиоб та бронелистом бронерубки залишалася велика відстань, і кулі іноді могли потрапляти всередину бойового відділення, завдаючи поранення екіпажу. Розміщення зброї було невдалим, що згодом призвело до його поломки.
Згодом, після закінчення ходових випробувань та випробувань стріляниною, було запропоновано доопрацювати САУ шляхом прикриття гарматної амбразури броньовим щитком . Противідкатний пристрій 76-мм зброї пропонувалося оснастити броньованим кожухом. Пропонувалося оснащення САУ рацією та відсіками для снарядів. Доопрацьований проект не було побудовано через ухвалення рішення про виготовлення танка Т-26А(Т-26-4) з аналогічним озброєнням.    

## Броня
Броня :
- лоб корпусу - 13 мм;
- борт корпусу – 10 мм;
- корми корпусу – 10 мм.
- у рубки така сама броня.
- дах - 10 мм, а ось днище невідоме.

## Озброєння
Одна 76,2 мм гармата ПС-3 обр.1927 І два 7,62-мм кулемета ДП (вони на САУ не встановлювалися). гармата мала боєкомплект 35 снарядів. Боєкомплект складається з осколкових та бронебійних снарядів. Максимальна дальність стрільби становила 12 900 м-коду. Для прицільної стрілянини використовується телескопічний приціл та панорама Герца.

## Маневреність
Швидкість СУ-1 30 км\год по шосе 15 км\год середньотехнічна, при запасі ходу 110 км. Двигун залишився від танка Т-26.

### Двигун
Двигун карбюраторний, 4-циліндровий, потужність 90 л. при 2100 об\хв. Місткість бака 192 літри.

### Трансмісія
трансмісія САУ механічного типу: головний фрикціон сухого тертя, карданний вал, 5-швидкісна КПП, бортові фрикціони, бортові передачі та стрічкові гальма.

### Ходова частина
Ходова частина танка (на один борт) 8 опорних катків, 4 підтримуючі ролики, переднє напрямне та заднє провідне колесо, дрібнозвінчаста гусениця із сталевих траків (на один борт)